# VOICE〜声優たちが歌う松田聖子ソング〜 Female Edition
『VOICE〜声優たちが歌う松田聖子ソング〜 Female Edition』(ボイス・せいゆうたちがうたうまつだせいこソング・フィーメイル・エディション)は、松田聖子のトリビュート・アルバム。2020年12月9日発売。発売元はUSM JAPAN。

## 解説
松田聖子デビュー40周年を記念して、松田のヒット曲を人気声優たちがカバー。「Female Edition」（女性声優編）、「Male Edition」（男性声優編）の2作品を同時発売。
「Female Edition」初回限定盤特典DVDには、参加声優たちによる合唱曲「赤いスイートピー」のリリックビデオとスタジオでのレコーディング風景に加え楽曲アレンジを担当した作家へのインタビューを収録。
参加声優は田村ゆかり、豊崎愛生、内田真礼、佐倉綾音、麻倉もも、伊藤美来。

## 収録曲
1. 裸足の季節　（3:44）
  - 歌：伊藤美来／編曲：山田祐輔
2. 白いパラソル　（3:23）
  - 歌：麻倉もも／編曲：木下龍平
3. 風立ちぬ　（4:28）
  - 歌：内田真礼／編曲：近藤圭一
4. 制服　（3:53）
  - 歌：佐倉綾音／編曲：鈴木裕明
5. 渚のバルコニー　（3:31）
  - 歌：内田真礼／編曲：山崎真吾
6. 天国のキッス　（4:11）　
  - 歌：豊崎愛生／編曲：山田祐輔
7. 蒼いフォトグラフ　（3:44）
  - 歌：豊崎愛生／編曲：hisakuni
8. Rock'n Rouge　（3:31）
  - 歌：田村ゆかり／編曲：松坂康司
9. 天使のウィンク　（3:47）
  - 歌：伊藤美来／編曲：近藤圭一
10. Pearl-White Eve　（4:40）
  - 歌：麻倉もも／編曲：高橋修平
11. 薔薇のように咲いて 桜のように散って　（3:51）
  - 歌：佐倉綾音／編曲：松坂康司
12. 赤いスイートピー　（3:19）
  - 歌：豊崎愛生、内田真礼、佐倉綾音、麻倉もも、伊藤美来
  - 編曲：曽木琢磨

## 演奏
- 山田祐輔：Acoustic Guitar, Electric Guitar (#1.6)
- 山田奏士：Acoustic Guitar, Electric Guitar (#2)
- 木下龍平：Bass (#2)
- Coba84：Piano (#3.9)
- 近藤圭一
  - Acoustic Guitar (#3.9)
  - Electric Guitar (#9)
- 鈴木裕明：Acoustic Guitar, Electric Guitar (#4)
- 山崎真吾：Piano (#5)
- 有賀教平：Electric Guitar (#7)
- 戸澤直希：Bass (#7)
- 藤井健太郎：Acoustic Guitar, Electric Guitar (#8.11)

## 規格品番
- UICZ-9163（初回限定盤）
- UICZ-4476（通常盤）